# Bardsir
Bardsīr (farsi بردسیر) è il capoluogo dello shahrestān di Bardsir, circoscrizione Centrale, nella provincia di Kerman. Aveva, nel 2006, una popolazione di 31.801 abitanti.